# General Luna
General Luna é um município de  quinta classe de renda municipal (d) na província Surigao do Norte, nas Filipinas. De acordo com o censo de 1 de maio  de  2020 possui uma população de 22 853 pessoas e 5 492 domicílios.